# Vendsyssel FF
Die Vendsyssel Forenede Fodboldklubber sind ein dänischer Fußballverein aus Hjørring in der Region Nordjylland, der seit 2013 mit der Lizenz des örtlichen Klubs Hjørring IF am Spielbetrieb teilnimmt. Der Name nimmt Bezug auf die nordjütische Landschaft Vendsyssel.

## Geschichte
Der Hjørring Fodboldklub wurde 1892 als Zusammenschluss der Hjørring Gymnastikforening und des Hjørring Kricketklub gegründet. 1919 schlossen sich der Hjørring FC und der Hjørring Sportsklub zu den Hjørring forenede Sportsklubber zusammen, aus denen 1921 die Hjørring Idrætsforening (Hjørring IF) hervorging. Am 1. Juli 2006 wurde die 1. Mannschaft der Fußballabteilung unter dem Namen FC Hjørring aus dem Gesamtverein ausgegliedert.
Am Ende der Saison 2009/10 schaffte der FC Hjørring erstmals in der Vereinsgeschichte den Aufstieg in die zweithöchste dänische Spielklasse, die 1. Division.
Im Mai 2013 gab der dänische Fußballverband bekannt, dass Hjørring aus wirtschaftlichen Gründen keine Lizenz für die Saison 2013/14 erhalten würde. Daraufhin übernahm der FC Hjørring die Lizenz von Hjørring IF für die 1. Division. Am 24. Juni 2013 gab der Klub bekannt, dass er zur neuen Saison unter dem Namen Vendsyssel FF als Kooperation der Vereine Hjørring IF und Frederikshavn fI antreten werde. Am 3. März 2014 gab Frederikshavn bekannt, die Zusammenarbeit nur noch im Jugendbereich fortsetzen zu wollen.
In der Saison 2016/17 erreichte Vendsyssel FF durch einen zweiten Platz die Play-off-Spiele um den Aufstieg in die Superliga, scheiterte jedoch mit 0:0 und 1:2 am 10. der Superliga, dem AC Horsens. Am Ende der Spielzeit 2024/25 belegte das Team den 11. Platz und stieg in die dritte Liga ab.

## Kader der Saison 2024/25
Stand: 29. September 2024
| Nr. |          | Position | Name              |
| --- | -------- | -------- | ----------------- |
| 1   | Finnland | TW       | Lasse Schulz      |
| 2   | Danemark | AB       | Gustav Mortensen  |
| 3   | Danemark | AB       | Philip Rejnhold   |
| 4   | Danemark | AB       | Mikkel Lassen     |
| 5   | Danemark | AB       | Mads Greve        |
| 6   | Danemark | ST       | Frederik Børsting |
| 7   | Danemark | ST       | Lucas Jensen      |
| 8   | Danemark | MF       | Ayo Simon Okosun  |
| 9   | Danemark | ST       | Lasse Steffensen  |
| 10  | Danemark | ST       | Magnus Kaastrup   |
| 11  | Danemark | ST       | Marcus Hannesbo   |

| Nr. |          | Position | Name                |
| --- | -------- | -------- | ------------------- |
| 16  | Danemark | TW       | Magnus Nielsen      |
| 17  | Danemark | ST       | Kasper Kusk         |
| 19  | Danemark | AB       | Benjamin Clemmensen |
|     |          |          |                     |
| 22  | Danemark | MF       | Rasmus Thellufsen   |
| 23  | Danemark | ST       | Adam Ahmad          |
| 27  | Danemark | AB       | Mathias Haarup      |
| 29  | Kamerun  | MF       | Victor Mpindi       |
| 34  | Danemark | AB       | Omar Jebali         |
| 37  | Danemark | AB       | Mads Houkjaer       |
| 73  | Danemark | AB       | Mads Nybo           |